# Тератон Бунматан
Тератон Бунматан (6. фебруар 1990) тајландски је фудбалер.

## Репрезентација
За репрезентацију Тајланда дебитовао је 2010. године. За национални тим одиграо је 50 утакмица и постигао 5 голова.

## Статистика
| Тајланд | Тајланд | Тајланд |
| Год.    | Ута.    | Гол.    |
| ------- | ------- | ------- |
| 2010    | 3       | 0       |
| 2011    | 1       | 0       |
| 2012    | 7       | 1       |
| 2013    | 3       | 0       |
| 2014    | 0       | 0       |
| 2015    | 11      | 3       |
| 2016    | 16      | 1       |
| 2017    | 6       | 0       |
| 2018    | 3       | 0       |
| Укупно  | 50      | 5       |